# George Stephenson
George Stephenson (Wylam, Northumberland, 9 de juny de 1781 - Chesterfield, 12 d'agost de 1848), va contribuir a l'expansió del ferrocarril a la Gran Bretanya i a Europa. En els primers anys de la Revolució Industrial es van produir una sèrie de millores progressives en el transport. Un fenomen veritablement innovador va ser l'aplicació de la màquina de vapor al transport terrestre i marítim amb l'aparició del ferrocarril i del vaixell de vapor.
El 1812, Stephenson, de professió mecànic, va ser contractat com a enginyer a les mines de Killingwood. Allà va començar a elaborar el projecte de la primera locomotora a vapor. El 1814 es van efectuar les primeres proves i es va aconseguir de fer-la córrer sobre unes vies de ferro. El 1825 va fer funcionar un tren miner que traslladava grans quantitats de carbó de les mines fins a la seva destinació, el primer dels quals va ser el que recorria el trajecte Stockton-Darlington. Successivament, va introduir nous perfeccionaments a les màquines de vapor, fins a arribar a la cèlebre "The Rocket", construïda amb la col·laboració del seu fill Robert Stephenson (Willington Quay 1803 — Londres 1859). L'any 1830 Stephenson va ser l'enginyer responsable de la primera línia de passatgers entre Liverpool i Manchester.
Però va ser Richard Trevithick qui va fer la primera locomotora sobre rails de ferro, el 1804, i Stephenson la primera línia oberta a viatgers.